# Torrão (Marco de Canaveses)
Torrão ist eine Gemeinde (Freguesia) im portugiesischen Kreis Marco de Canaveses. In ihr leben 810 Einwohner (Stand 30. Juni 2011).